# Hugh Michael Rose
Hugh Michael Rose, né en 1940 dans ce qui était alors les Indes britanniques, est un général britannique à la retraite. Son engagement le plus connu, et sans doute le plus controversé, dans l'armée régulière fut celui de commandant au sein de la FORPRONU en Bosnie-Herzégovine en 1994, pendant les guerres de Yougoslavie.